# Asbestopluma cupressiformis
Asbestopluma cupressiformis är en svampdjursart som först beskrevs av Carter 1874.  Asbestopluma cupressiformis ingår i släktet Asbestopluma och familjen Cladorhizidae. Inga underarter finns listade i Catalogue of Life.